# アップグレード (映画)
『アップグレード』（Upgrade）は、2018年のアメリカ合衆国のサイバーパンクSFアクション映画。監督・脚本は『ソウ』シリーズで知られるリー・ワネル。主演はローガン・マーシャル＝グリーン。共演はベティ・ガブリエル、ハリソン・ギルバートソンなど。体内に埋め込まれたAIチップの力によって四肢の麻痺を克服し、人間を超越した身体能力を手に入れた男が妻を殺害した謎の組織に復讐する姿を描いている。

## ストーリー
近未来、人々はコンピュータのさらなる補助を得ている。旧型の自動車の整備士のグレイは、妻のアシャとともに修理した車を顧客のエロン・キーンに届ける。エロンは二人に高性能AIチップのSTEM（ステム）を見せる。帰り道、アシャの自動運転車が暴走して事故を起こし、4人の男たちに襲われて妻のアシャの命を奪われ、グレイは特殊器具で脊椎を切断され手足を全く動かせなくなってしまう。
四肢が麻痺して帰宅したグレイは母パメラの世話を受けるが、担当のコルテス刑事は手がかりも見つけられない。苦悩するグレイは自殺を図るが失敗する。エロンが見舞いに訪れ、STEMを体に埋め込み、寸断された神経の代わりとすることで体を動かす秘密実験を提案する。グレイは実験の成功で体が回復するが、同時にSTEMの声が聞こえるようになる。STEMはグレイを通して犯行の映像を見て犯人の一人が銃を腕に埋め込んだサーク・ブラントナーであることを突き止める。グレイは麻痺を装いながらSTEMとともに犯人を追う。
グレイはサークの家に忍び込み、地元のバーの名前を手掛かりとして得る。家に帰ったサークに襲われるが、STEMに体の制御を明け渡し、STEMは超人的な動きでサークを殺す。コルテスはサークの司法解剖に立ち会い、その肉体に種々の機械が埋め込まれていることを知り、残された手がかりからグレイを疑う。
エロンはSTEMの動きを追跡してグレイの行動を叱責するが、STEMがグレイに話しかけたことを知って驚く。グレイはバーに行ってもう一人の犯人のトーランを見つけ、STEMに死ぬまで拷問させてリーダーのフィスクの名を得る。エロンがSTEMをシャットダウンしようとするが、グレイはSTEMの指示でハッカーのジェイミーの家に向かう。STEMはシャットダウンするが、ジェイミーがSTEMのインプット・ガードを削除する。バーでトーランの死を知ったフィスクがやって来るが、麻痺から抜けたグレイはその連れで3人目の犯人を殺す。
グレイは歩いて家に戻り、パメラにSTEMのことを告白する。バーでグレイの車椅子を見つけたコルテスがやって来て二人を尋問し、グレイに盗聴器を仕掛ける。STEMはグレイの許可なしに体を制御できるようになっている。グレイはフィスクのもとに向かい、途中でSTEMが別の自動運転車を操って尾行するコルテスの車にぶつける。グレイの家に戻ったコルテスはパメラからSTEMのことを聞く。グレイに会ったフィスクは、アシャ殺しではなくグレイを麻痺させることが犯行の目的であったことを明かす。フィスクはSTEMを凌駕する動きを見せるが、グレイはフィスクの弟であるサークの死を語って気をそらし、STEMはフィスクを殺す。フィスクの電話にはエロンのメッセージが残っていた。
グレイはエロンの家に行くが、そこにはコルテスがいた。エロンはSTEMが人間になる目的を達成するために彼を操り、自分もSTEMの指示通りに動いていたことを明かす。STEMはエロンを殺し、さらにコルテスを殺そうとするがグレイが体の制御を取り戻し、拳銃をSTEMが埋め込まれた部分にめがけ発砲した。
グレイは病室で目を覚ますが体は麻痺しておらず、病室に死んだはずのアシャが入ってきてグレイが事故後に昏睡していたと語り、二人は抱擁を交わす。しかし実際には、発砲寸前でグレイの全身の完全な制御を握ったSTEMがグレイの脳に見せている仮想現実であり、それをコルテスに告白したSTEMは彼女を殺害した後、完全な人間となった自分を実感しながらエロンの家から立ち去って行く。

## キャスト
※括弧内は日本語吹替
- グレイ・トレース: ローガン・マーシャル＝グリーン（市橋尚史） - 昔ながらの自動車を扱うエンジニア。
- コルテス: ベティ・ガブリエル（英語版）（福乃愛） - グレイが襲撃された事件を担当する女性刑事。
- エロン・キーン: ハリソン・ギルバートソン（水野駿太郎） - STEMを開発した天才エンジニアにして実業家。
- フィスク: ベネディクト・ハーディ（川端快彰） - グレイを襲撃したグループのリーダー。
- アシャ・トレース: メラニー・バレイヨ（英語版）（北村幸子） - グレイの妻。謎のグループに殺害される。
- トーラン: クリストファー・カービィ - グレイを襲撃したグループのメンバー。アフリカ系。
- マニー: クライトン・ジェイコブソン（英語版） - 酒場の主人。
- ドクター・バティア: サチン・ジョアブ（英語版）
- サーク・ブラントナー: リチャード・カウトーン（英語版） - グレイを襲撃したグループのメンバー。
- パメラ: リンダ・クロッパー（英語版） - グレイの母。
- STEM: サイモン・マイデン（西垣俊作） (声のみ)
- ジェイミー: カイ・ブラッドレイ - STEMのロックを外したハッカー。

## 製作

### 撮影
主要な撮影は2017年3月から監督のワネルの故郷のメルボルンで行われた。編集はシドニーで行われた。

## 公開
本作は『アドリフト 41日間の漂流』と『ジョニー・ノックスヴィル アクション・ポイント/ゲスの極みオトナの遊園地』と同じ週に封切られ、公開初週末に約300万ドルを稼ぎ出すと予想されていたが、実際の数字はそれを上回るものとなった。2018年6月1日、本作は全米1457館で封切られ、約460万ドルを稼ぎだし、週末興行収入ランキング初登場6位となった。BHティルトの作品の中では2016年の『ザ・ダークネス』の約495万ドルに次ぎ、第2位のオープニング興収となった。2週目には220万ドルを稼ぎ出し、ランキングでは9位になった。

## 評価
本作は批評家・観客双方から賞賛されている。Rotten Tomatoesでは193の批評家レビューのうち88%が支持評価を下し、平均評価は10点中7.3点、批評家の一致した見解は「拡張強化された主人公のように、『アップグレード』では昔ながらの内部構造がハイテク強化されており、鋭いユーモアとしっかりと練られたストーリーのおかげで一段とパワーアップしている」となった。Metacriticでは382のユーザーレビューに基づいて、平均評価は10点中7.8点、Metascoreは33の批評家レビューに基づいて、100点中67点となった。

### 受賞とノミネート
| 賞                           | 日付          | 部門                      | 対象         | 結果 | 出典   |
| ---------------------------- | ------------- | ------------------------- | ------------ | ---- | ------ |
| サウス・バイ・サウスウェスト | 2018年3月13日 | 観客賞 – ミッドナイターズ | リー・ワネル | 受賞 | [ 11 ] |